# SUPER-UX
SUPER-UX, às vezes também escrito SuperUxou Super-UX, é a versão de sistema operativo Unix utilizada na Arquitetura SX de supercomputadores da NEC. Esta também é um porte do System V Release 4.2MP (SVR4.2MP), mas inclui muitos recursos adotados na BSD e no Linux, além de algumas funcionalidades proprietárias especificas para ambientes de supercomputação.
O SUPER-UX suporta o SFS, Supercomputer File System (em português:  Sistema de Ficheiros para Supercomputador).
O Earth Simulator (em português:  Simulador da Terra usou o ES OS, um sistema operativo baseado no SUPER-UX.